# Blanca Alfonso de Molina
Blanca Alfonso de Molina (c.1243-Molina de Aragón, mayo de 1293) fue la quinta señora de Molina y Mesa, hija del infante Alfonso de Molina y de Mafalda González de Lara, señora de Molina y Mesa.
Fue nieta del rey Alfonso IX de León.

## Orígenes familiares
Era nieta por parte paterna del rey Alfonso IX de León y de la reina Berenguela de Castilla, y por parte materna de Gonzalo Pérez Manrique y su esposa, Sancha Gómez de Traba.
Fue hermana de Fernando Alfonso de Molina, que falleció en su juventud, y también fue hermanastra de la reina María de Molina, esposa de Sancho IV de Castilla, y de Juana Alfonso de Molina, que fue señora consorte de Vizcaya por su matrimonio con Lope Díaz III de Haro, señor de Vizcaya.

## Biografía

### Juventud y actuaciones como señora de Molina (1243-1285)
Se desconoce su fecha exacta de nacimiento, aunque debió de ocurrir hacia 1243, pues en fecha posterior a 1244 su padre contrajo matrimonio con Teresa González de Lara, hija del conde Gonzalo Núñez de Lara y de María Díaz de Haro. Y alrededor de 1268, Blanca Alfonso de Molina contrajo matrimonio, previa dispensa matrimonial por consanguinidad de los contrayentes, con Alfonso Fernández el Niño, que era hijo ilegítimo del rey Alfonso X de Castilla y de Elvira Rodríguez de Villada. Su esposo era sobrino suyo, ya que Blanca Alfonso de Molina era prima hermana de Alfonso X.

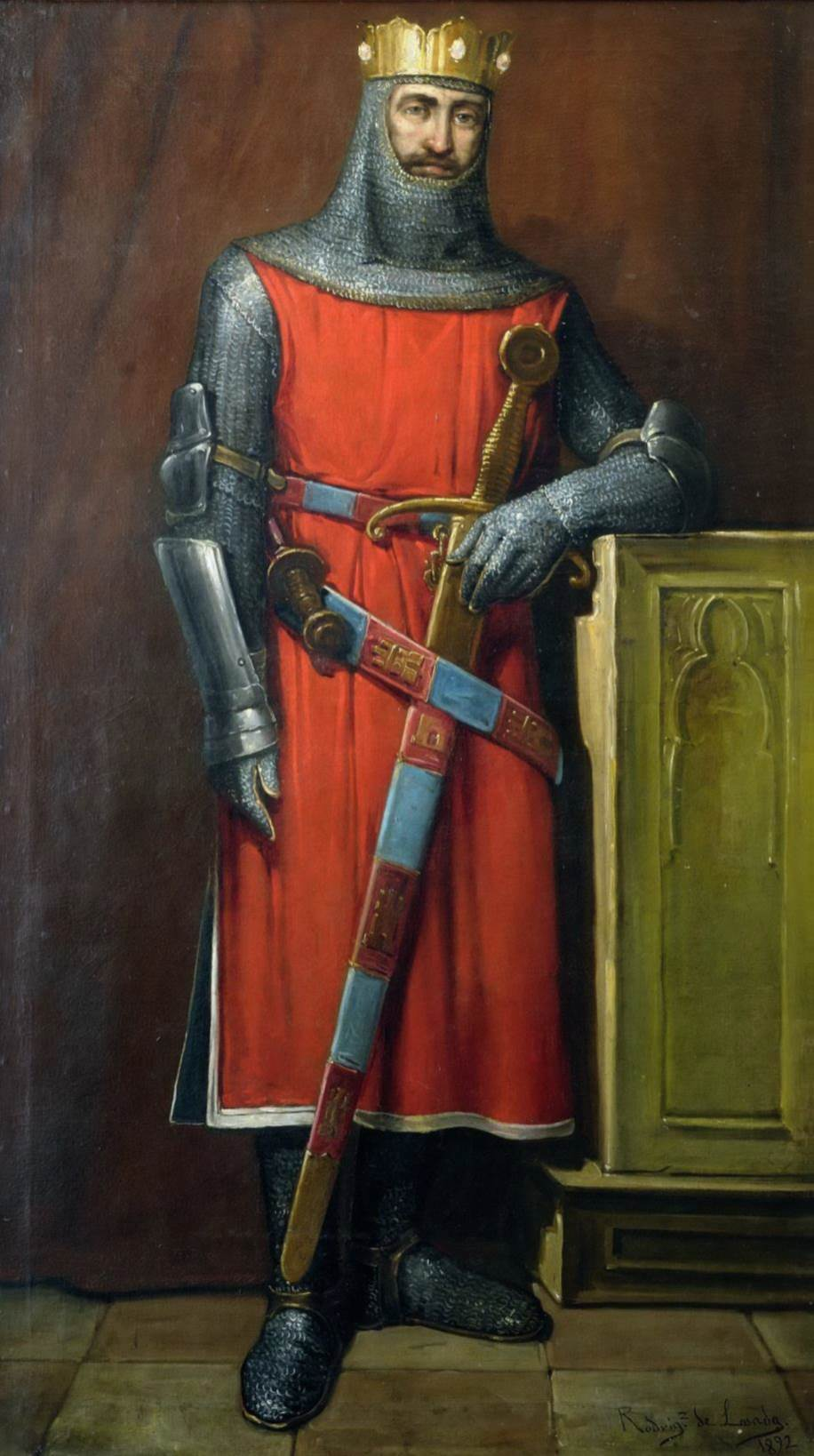
Retrato imaginario de Alfonso IX de León, abuelo de Blanca Alfonso de Molina. José María Rodríguez de Losada. (Ayuntamiento de León).

El día 26 de enero de 1269, Blanca Alfonso de Molina, que ya estaba casada con Alfonso Fernández el Niño y contando con la aprobación de este último, llegó a un acuerdo con Gómez González para repartirse ambos a medias los heredamientos del conde Gómez. Y dos años después, el día 15 de julio de 1271, y hallándose en la ciudad de Burgos, Blanca Alfonso de Molina confirmó al lugar de Llamas el fuero que le había sido concedido por el rey Alfonso X el Sabio.
Blanca Alfonso de Molina heredó del señorío de Molina a la muerte de su padre, ocurrida a principios de 1272, y poco después, el 4 de marzo de 1272, y a petición del concejo y de las aldeas de Molina de Aragón, ella y su esposo, Alfonso Fernández el Niño, ampliaron y mejoraron el fuero de dicha ciudad, y revocaron la disposición de que no fueran naturales de allí el merino, el arcediano o deán, y el alcalde del municipio. Y conviene añadir que el 27 de marzo de 1272, y hallándose en Molina de Aragón, Blanca Alfonso de Molina y su esposo ordenaron a los arrendadores de sus salinas que los monjes del monasterio de Santa María de Huerta pudieran sacar toda la sal a la que tenían derecho en las salinas de Tercega.
El 23 de marzo de 1272 ella y su esposo realizaron una donación al monasterio de Piedra Buena de Molina de Aragón, y en un documento fechado el 15 de julio de 1272, se refieren a Alfonso Fernández el Niño como «fijo del rey e sennor de Molina». En 1275, Blanca Alfonso de Molina amplió y mejoró nuevamente el fuero de Molina de Aragón, aunque sin contar con la colaboración de su esposo, y en el documento aparece mencionada como «Doña Blanca, Señora de Molina y Mesa». Desde la época del conde Manrique Pérez de Lara, que fue el primer señor de Molina, los caballeros de esta ciudad siempre habían desempeñado los principales cargos concejiles, como el de alcalde o juez, y Blanca Alfonso de Molina ratificó lo dispuesto por el conde y les reservó los principales oficios del concejo. Y en 1293, Blanca Alfonso de Molina, que falleció en mayo de ese año, amplió nuevamente el fuero de Molina.
Alfonso Fernández el Niño, que desempeñó el cargo de tenente del Alcázar de Sevilla, pasó la mayor parte de su vida en Andalucía, y al estar vacante en esos años el cargo de adelantado mayor de la frontera de Andalucía, ejerció parte de las funciones de dicho cargo, aunque nunca aparece mencionado en los documentos y privilegios de la época con ese título. Pero, a pesar de ello, diversos autores señalan que pudo desempeñar dicho cargo entre 1274 y 1281, y otros señalan que fue adelantado mayor de la frontera y que, según consta en los Anales Toledanos III, falleció en 1281, aunque algunos historiadores afirmaron que desapareció sin dejar rastro, y otros que probablemente falleció en Andalucía y fue enterrado en Sevilla. Tras la muerte de su esposo, Blanca Alfonso de Molina, que no tenía hijos varones, pasó a ser la única señora efectiva de Molina, como señalan algunos autores.

Blanca Alfonso de Molina, que según los antiguos cronistas era una mujer «bella, valerosa, enérgica, amable, inteligente y sufrida», residió continuamente en Molina de Aragón, donde fundó, en 1284, el monasterio de San Francisco, y la iglesia parroquial de Pero Gómez, que fundó en 1280, y en la actualidad es la iglesia del convento de Santa Clara de Molina de Aragón. Además, diversos autores señalaron que también había fundado el monasterio de San Francisco de Huete, que dejó establecidos en la iglesia de Santa María de la Antigua de Molina de Aragón dos óbitos o aniversarios en memoria suya y de su hija Mafalda, y que en dicho templo aún se celebraba en el siglo XVIII una misa solemne de difuntos en memoria suya. También fundó otras capellanías y aniversarios que, en el siglo XVII, aún eran atendidos por el Cabildo de clérigos de Molina de Aragón.

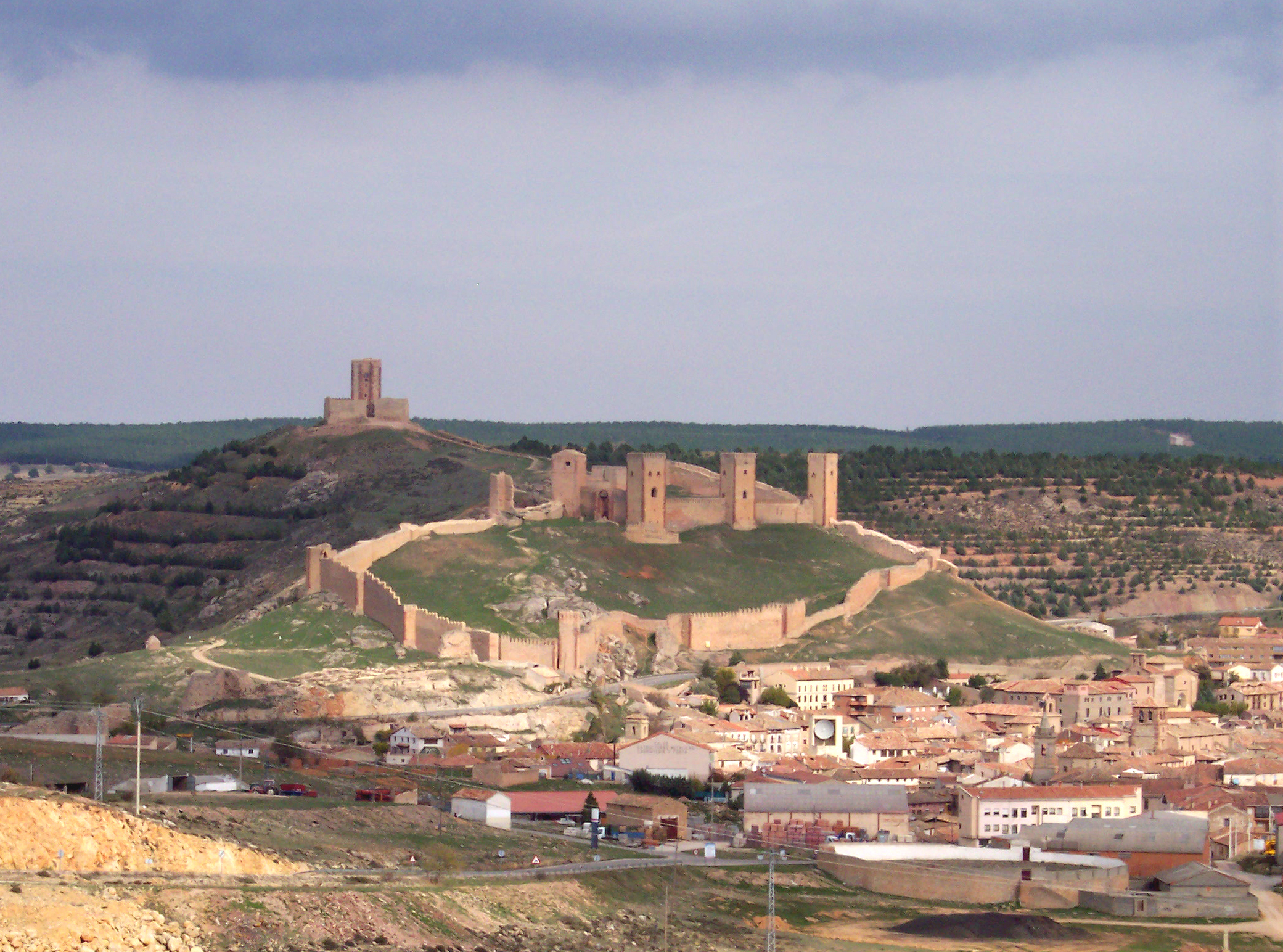
Vista general de Molina de Aragón.

También repobló algunas zonas del sur del señorío de Molina, y terminó de construir el castillo de Molina de Aragón, en cuyo interior ordenó edificar una iglesia, y en el que se conserva la llamada Torre de Doña Blanca. Durante su etapa como señora de Molina, adquirió fama e importancia el Cabildo de caballeros de Molina de Aragón, que quedó establecido como un cuerpo permanente de cien caballeros, y que desde entonces fueron conocidos Caballeros de Doña Blanca, quien también fundó en 1284 el Cabildo de ballesteros de Molina de Aragón, que tenía como patrón a San Sebastián y estaba compuesto por veinticinco miembros, que la reina María de Molina amplió posteriormente a cincuenta.
En 1285, cuando el rey Pedro III de Aragón se encontraba en guerra con Juan Núñez I de Lara, señor de Lara y de Albarracín, las tropas aragonesas penetraron en el señorío de Molina, derrotaron allí al señor de Lara y, tras haberse apoderado de un cuantioso botín, intentaron regresar a su territorio. Pero Blanca Alfonso de Molina, que no mantenía buenas relaciones con sus vecinos aragoneses, les atacó cuando se retiraban, se apoderó del botín que llevaban y les causó numerosas bajas, y el historiador Jerónimo Zurita consignó en su obra, Anales de la Corona de Aragón, que los concejos de las ciudades de Calatayud, Teruel y Daroca «desafiaron a los de Molina y a los otros lugares de aquellas fronteras».

### Conflictos con Sancho IV de Castilla (1286-1292)

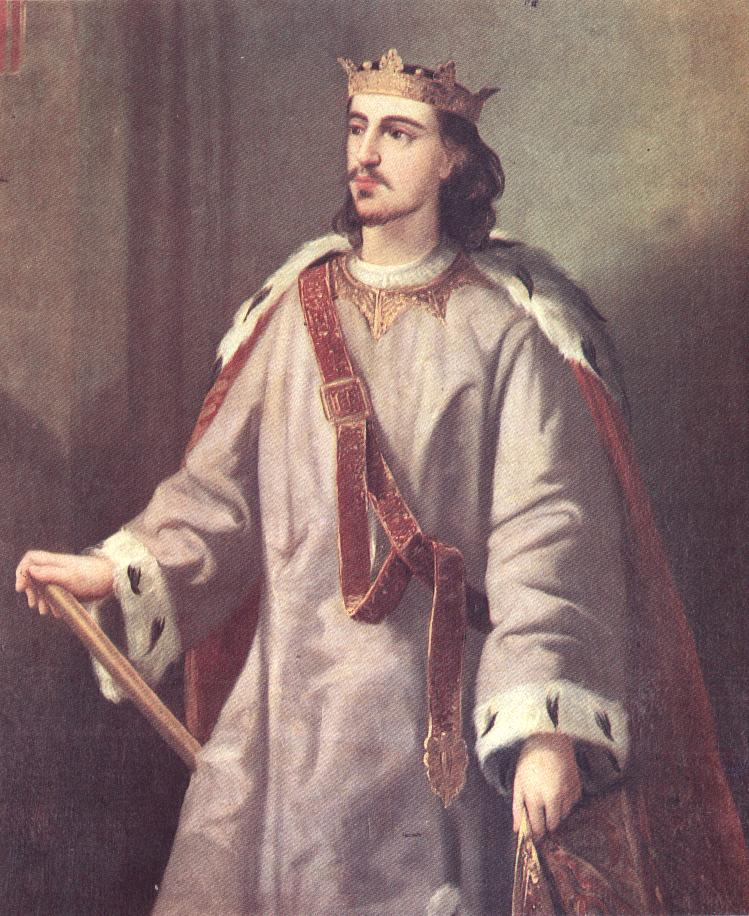
Retrato imaginario de Alfonso III de Aragón, de Manuel Aguirre y Monsalbe. Ca. 1851-1854. (Diputación Provincial de Zaragoza).

En 1286, Blanca Alfonso de Molina pretendió casar a su hija y heredera, Isabel Alfonso de Molina, con el rey Alfonso III de Aragón, aunque el matrimonio no llegó a celebrarse. Y a finales de 1286 se dirigió a Valladolid, donde se encontraba su cuñado, Sancho IV, quien, según consta en el capítulo III de la Crónica de Sancho IV, la recibió muy bien, aunque, cuando fue informado de que ella pretendía casar a su hija con el rey de Aragón, ordenó que fuera encerrada en el Alcázar de Segovia hasta que su hija Isabel se encontrase en su poder y él dispusiera sobre su casamiento, ya que consideraba un peligro que el señorío de Molina, que había pertenecido siempre a Castilla y había sido gobernado por la casa de Lara o por miembros de la familia real castellana, como el infante Alfonso de Molina, entrara a formar parte del reino de Aragón.
Algunos autores manifiestan que, desde que Alfonso III de Aragón planeó casarse con la heredera del señorío de Molina, Sancho IV aprovechó las circunstancias para intentar apoderarse del mismo, ya que él estaba casado con la reina María de Molina, que por ser hermana de Blanca Alfonso de Molina era una heredera potencial del señorío y, además, el monarca castellano estaba irritado contra su cuñada por el apoyo que esta había prestado a su primo, Juan Núñez I de Lara, quien había realizado varias incursiones en tierras de Sigüenza.
Según consta en el mismo capítulo de la Crónica de Sancho IV, mientras el rey se encontraba en Toledo, fue informado de que Blanca Alfonso de Molina, que continuaba prisionera en el Alcázar de Segovia, había acatado sus órdenes con respecto al casamiento de su hija y estaba dispuesta a obedecerle y, a continuación, el rey se dirigió a Segovia, donde ella se encontraba, y allí ambos acordaron que Isabel Alfonso de Molina sería llevada a la Corte para que permaneciese junto a su tía, la reina María de Molina, y que debería casarse con quien el rey dispusiera. Posteriormente, Sancho IV y Blanca Alfonso de Molina se dirigieron a Sigüenza, y allí se reunió con ellos Isabel Alfonso de Molina, que se encontraba en Molina de Aragón, y la Crónica de Sancho IV señala que:

Y defque tuvo a efta Doña Isabel en cafa de la Reyna hizo mucho bien, y mucha honra a efta Doña Blanca fu madre, y embiòla para Molina.

En el capítulo VII de la misma Crónica consta que, hallándose enemistados Sancho IV y Juan Núñez I de Lara, la reina intervino en las negociaciones entre ambos y acordaron que Juan Núñez II de Lara, hijo y heredero de Juan Núñez I de Lara, se casaría con Isabel Alfonso de Molina, y que el rey debería entregar al señor de Lara varios castillos como rehenes para garantizar la paz entre ambos, en los que deberían permanecer vasallos del rey que habrían de rendir homenaje a Juan Núñez I de Lara.

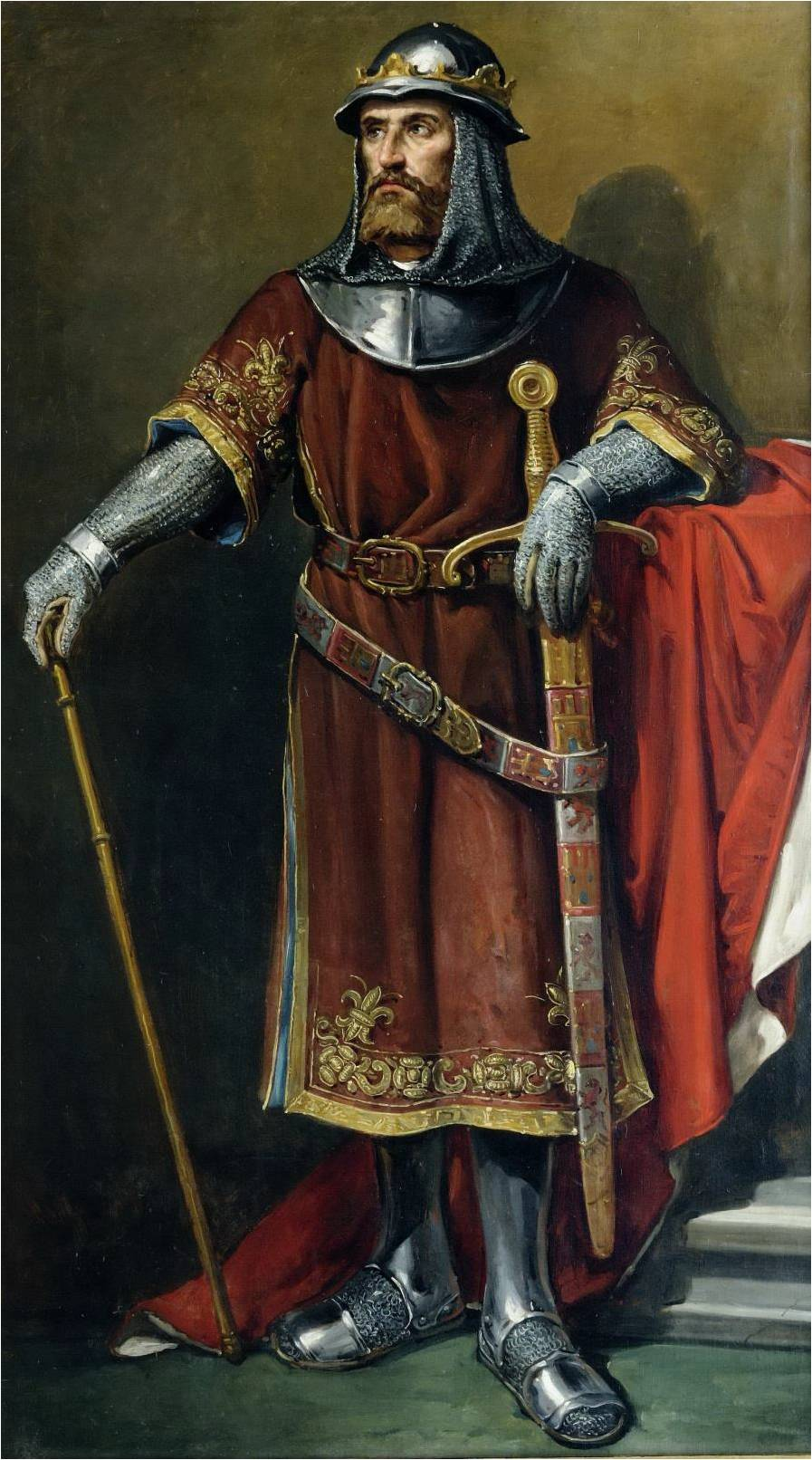
Retrato imaginario del rey Sancho IV de Castilla, cuñado de Blanca Alfonso de Molina. José María Rodríguez de Losada. (Ayuntamiento de León).

Además acordaron que hasta que los castillos estuvieran en poder del señor de Lara, el rey debería entregarle como rehenes a varios ricoshombres y caballeros del reino que deberían residir en el municipio conquense de Moya, que pertenecía a dicho magnate, quien solicitó además al rey que los rehenes fueran Alfonso Téllez de Molina, hermano de la reina María de Molina y hermanastro de Blanca Alfonso de Molina, Juan Fernández Cabellos de Oro, nieto del rey Alfonso IX de León y primo carnal de las anteriores, Esteban Pérez Florián, Alfonso López de Saavedra, Juan Rodríguez de Rojas, Alonso Rodríguez, y otros caballeros que permanecieron en Moya en poder del señor de Lara hasta que el rey le entregó los castillos de Castrojeriz, San Esteban de Gormaz, y Trastámara. Cuando dichos castillos fueron entregados a los alcaides que el señor de Lara estimó oportuno, este último liberó a los rehenes que le había entregado el rey, fue al encuentro del monarca, y posteriormente ambos se dirigieron a Toledo.
En 1289, Blanca Alfonso de Molina concedió al concejo de Cubillejo del Sitio el despoblado de Villarquemado para que quedara constituido en dehesa y, en 1290 o 1291, según algunos autores, Juan Núñez II de Lara, que llegaría a ser señor de Lara y Albarracín, mayordomo mayor del rey Fernando IV de Castilla y adelantado mayor de la frontera de Andalucía, contrajo matrimonio con Isabel Alfonso de Molina, y comenzó a titularse señor de Molina, y se acordó que los cónyuges heredarían los señoríos de Molina y Albarracín.
No obstante, Isabel Alfonso de Molina falleció en 1292 sin haber dejado descendencia, y a su muerte su madre volvió a ejercer el dominio efectivo sobre el señorío de Molina. Y en el capítulo IX de la Crónica de Sancho IV consta que cuando éste se dirigía a Tarazona para entrevistarse con el rey Jaime II de Aragón, fue informado de que Isabel Alfonso de Molina había fallecido sin dejar herederos y que, por tanto, la madre de esta última quedaba en análoga situación.
Acto seguido, el rey coaccionó o persuadió a su cuñada para que les nombrase herederos de todas sus posesiones a él y a su esposa la reina, y Blanca Alfonso de Molina consintió en ello y otorgó un documento, que hizo jurar a los habitantes de Molina, en el que se disponía que, a su muerte, el señorío de Molina y «todos los otros heredamientos que ella avia», entre los que figuraba el condado de Trastámara, que había heredado de su abuela materna, Sancha Gómez de Traba, pasarían a manos de Sancho IV y María de Molina y a sus sucesores. A cambio, Sancho IV se comprometió a entregar a su cuñada 300 000 maravedís para pagar sus deudas, aunque mientras esta vivió solamente recibió 50 000.
Algunos autores señalan que Blanca Alfonso de Molina utilizó el castillo de Castilnuevo, a finales del siglo XIII, como lugar de recreo, y en la llamada Torre de Doña Blanca del castillo de Molina de Aragón, que también es conocida como Torre de las Armas, se conservaba una inscripción pintada en la pared, de la que únicamente quedan cuatro letras, que, según el historiador Diego Sánchez Portocarrero, decía, «Mi fin, mi bien y el vuestro». Y la tradición afirmaba que Blanca Alfonso de Molina había ordenado escribirla para dar a entender, como señaló el historiador José María Escudero de la Peña, que su muerte sería un beneficio para ella misma y para sus vasallos, ya que con Sancho IV tendrían «un señor más poderoso para el beneficio y la defensa (del señorío)». No obstante, otros historiadores señalan que con dicha inscripción la última señora independiente de Molina intentó manifestar que su fin, es decir, su objetivo, era conseguir su propio bien y el de sus vasallos, y otros entendieron que la inscripción predecía que con la muerte de su autora terminaría también el señorío de Molina. No obstante, el catedrático Javier de Santiago Fernández demostró en un artículo publicado en 2013 que la inscripción fue realizada en la segunda mitad del siglo XV, y no a finales del siglo XIII, como la tradición señalaba.

### Testamento y muerte

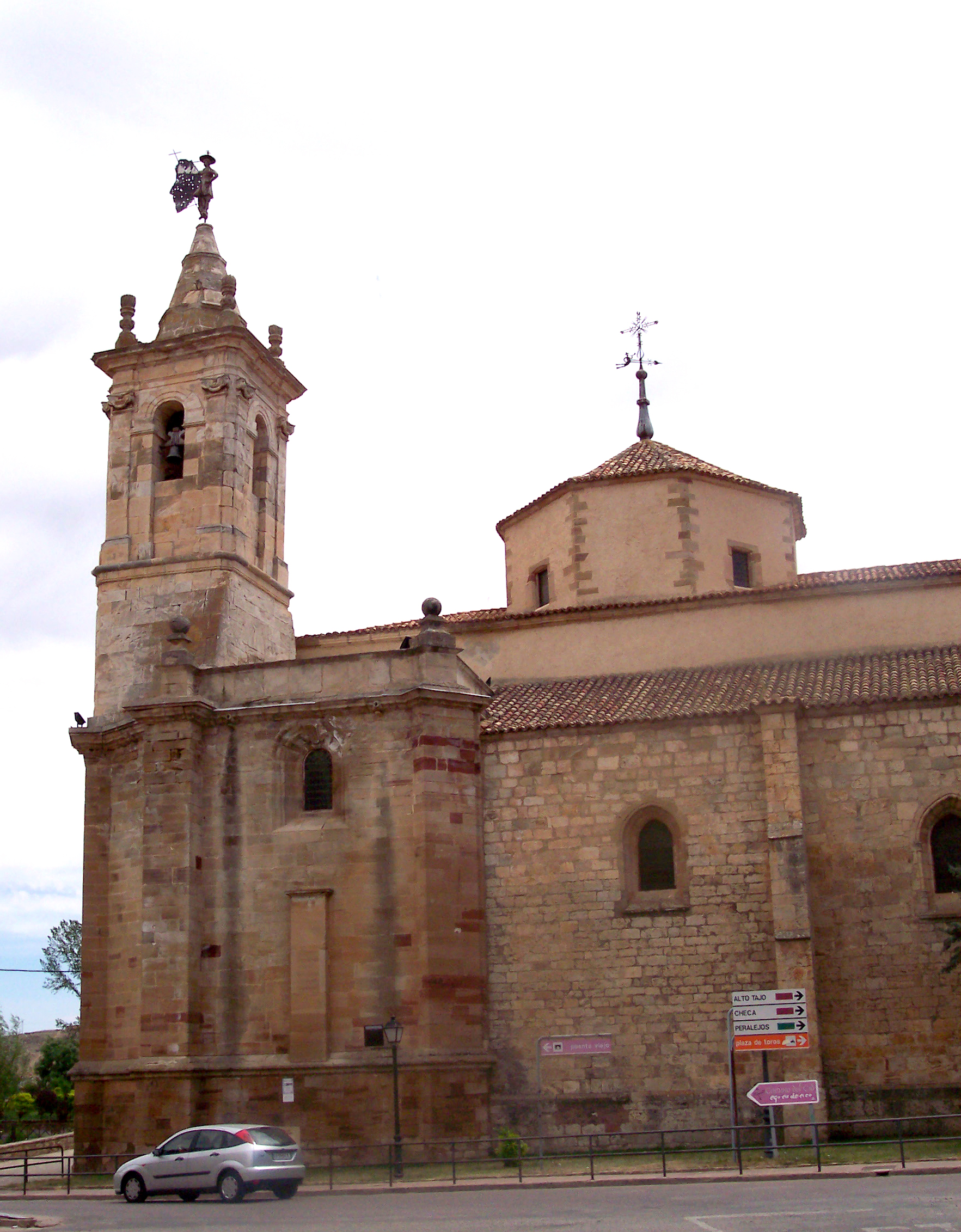
Monasterio de San Francisco en Molina de Aragón.

El 10 de mayo de 1293, poco antes de morir, Blanca Alfonso de Molina otorgó testamento en Molina de Aragón ante el escribano público de la ciudad, Lope García, y la primera disposición testamentaria es que confirmaba el acuerdo alcanzado entre ella y su cuñado, Sancho IV, al que ahora legaba nuevamente el señorío de Molina y otras heredades. Además manifestó su voluntad de ser sepultada ante el altar de Santa Isabel del monasterio de San Francisco de Molina de Aragón, que ella había fundado, y en el que estaba sepultada su hija Mafalda, y dispuso que dicho monasterio debería ser siempre habitado por monjes de clausura, ya que en caso de no ser así pasaría a manos del Cabildo de clérigos de Molina de Aragón.
La última señora independiente de Molina también legó al monasterio de San Francisco, para pagar los sufragios por su alma, 5000 maravedís anuales procedentes del impuesto llamado cabeza del pecho, que pagaban las aljamas judías, y la reina María de Molina confirmó esta donación tras la muerte de su hermanastra, y en 1298 ordenó a Alfonso Ruiz Carrillo, que era el alcaide del castillo de Molina de Aragón, o a los que sustituyeran a éste, que en caso de que los judíos no abonaran esta cantidad serían encerrados en el castillo, y no deberían darles de comer o de beber hasta que la hubiesen pagado. Blanca Alfonso de Molina también dejó establecido un aniversario anual por su alma, que debería ser celebrado por diez capellanes, y para ello destinó 500 maravedís procedentes de las salinas de Almallá y Traid, aunque posteriormente la cantidad se redujo a 400 maravedís.
 

También consta en el testamento que legó a 74 personas diferentes, entre las que se incluían personas de su confianza o servidores de su casa, varias aldeas del señorío de Molina y ciertas cantidades de dinero. Nombró albaceas testamentarios al abad del Cabildo de clérigos de Molina de Aragón, que era además guardián del monasterio de San Francisco, y a los caballeros Fernán López Cortés y a Fernán Sánchez de Traid. No obstante, el rey Sancho IV incumplió lo dispuesto en el testamento de su cuñada y no permitió que esas aldeas fueran arrebatadas al señorío de Molina, ya que éste habría quedado más reducido, y únicamente aprobó las donaciones que su cuñada había realizado al monasterio de Santa María de Buenafuente del Sistal, donde estaba sepultada la madre de su cuñada, Mafalda González de Lara, y entre las que se incluía el Villar de Cobeta, situado en tierras del municipio de Cobeta.

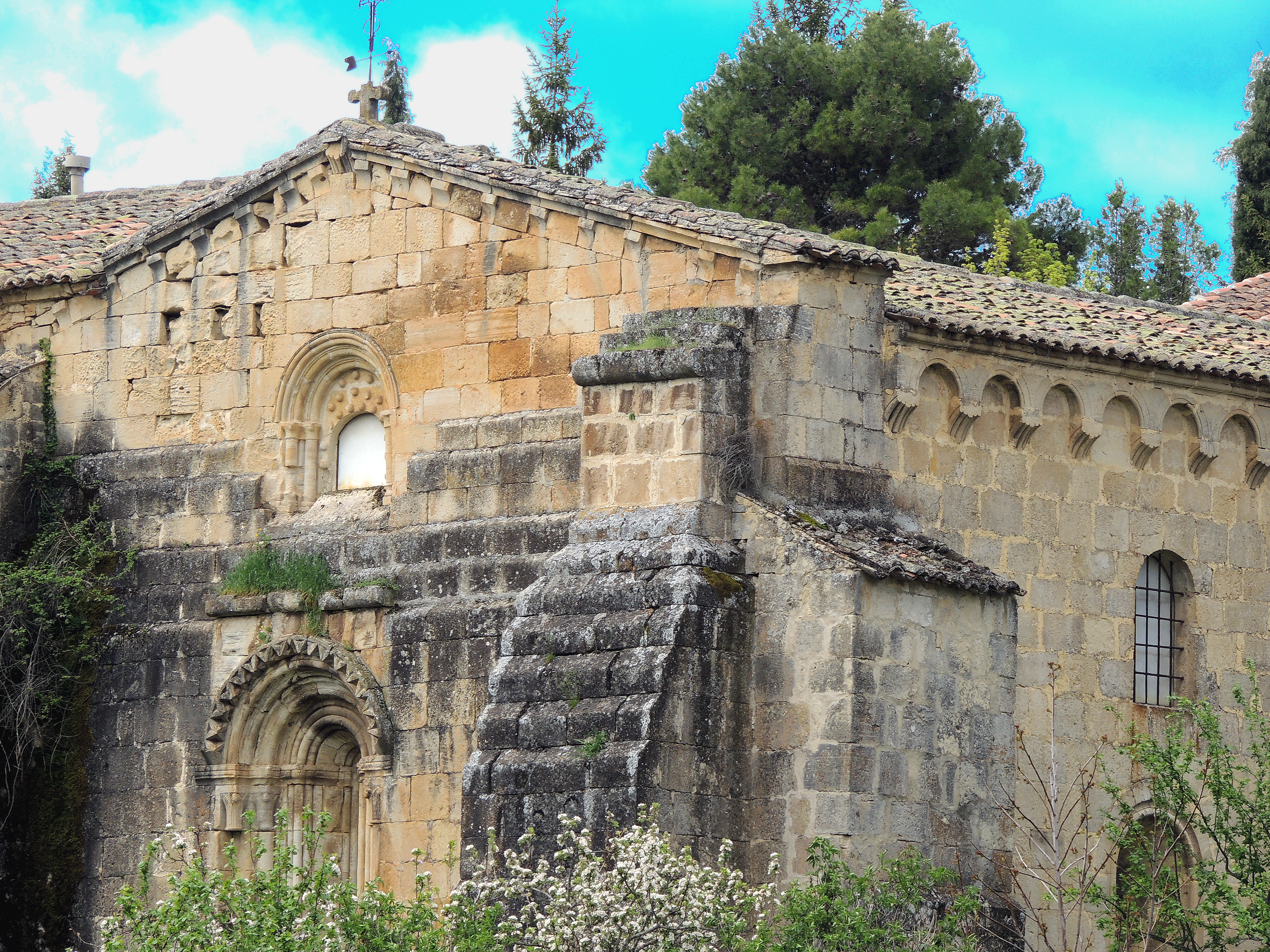
Monasterio de Buenafuente del Sistal. (Provincia de Guadalajara).

Diversos autores han puesto de relieve que el testamento de Blanca Alfonso de Molina, al que consideran como «modelo de sabiduría y ejemplo de magnanimidad señorial», es una fuente de información para conocer detalles sobre el territorio del señorío de Molina a finales del siglo XIII, y que una de las características más destacadas es que todos los lugares mencionados en el mismo continúan habitados en la actualidad, y que algunos de ellos son nombrados por primera vez en la documentación, como en el caso de Alustante, Castellar de la Muela, Checa, Cillas, Embid, Fuentelsaz, Herrería, Olmeda de Cobeta, El Pobo de Dueñas, Pradilla, Prados Redondos, Setiles, Torrecuadrada de Molina, Villar de Cobeta y La Yunta.
El historiador Máximo Diago Hernando señaló que, en un testamento otorgado por Blanca Alfonso de Molina el 8 de abril de 1293, esta concedió varios privilegios a todos los habitantes de Molina de Aragón que tuvieran caballos y «armas de fuste y fierro», como el de poder disponer de excusados según se hacía en Medinaceli y en el obispado de Cuenca, y además les concedió el siedmo de todos los pechos que se recaudaran en Molina de Aragón, como también era costumbre en la ciudad de Cuenca.

Blanca Alfonso de Molina falleció en mayo de 1293 en Molina de Aragón, cuando contaba aproximadamente cincuenta años de edad, y diversos autores señalan que las circunstancias de su muerte fueron extrañas, ya que en aquella época se difundió el rumor de que pudo haberse suicidado o ser víctima de un crimen, e incluso se conocía la ventana situada en la muralla del castillo de Molina de Aragón por donde, supuestamente, cayó el cadáver de la última señora independiente de Molina, y los mismos autores destacan que «el suceso se rodeó de misterio y la leyenda traspasaría los siglos», aunque lo cierto es que en su testamento, que otorgó el 10 de mayo de 1293, poco antes de morir, Blanca Alfonso de Molina consignó que lo otorgaba «seyendo en mio sentido e en mio entendimiento, (aunque) doliente en los miembros del cuerpo». El historiador José María Escudero de la Peña, basándose en los testimonios de los antiguos cronistas, señaló en su obra Crónica de la Provincia de Guadalajara, publicada en 1869, que Blanca Alfonso de Molina falleció víctima:

(de) los disgustos que amargaron su vida con la agitación de los tiempos, la prematura pérdida de su esposo, las ambiciones de que sus Estados eran objeto, la conducta profundamente política pero desleal y cruel de su cuñado Sancho IV, los disgustos que la ocasionó el carácter dominador de su yerno el de Lara, y la temprana muerte de su joven hija...

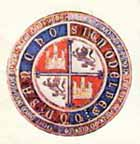
Rueda de un privilegio rodado de Sancho IV de Castilla.

En el capítulo IX de la Crónica de Sancho IV consta que cuando éste, que se encontraba en Valladolid, fue informado de que su cuñada había fallecido, se dirigió a Molina de Aragón junto con su esposa, y tomó posesión del señorío de Molina y de «todas las otras heredades que ella dejara». Y, el 23 de mayo de 1293, mientras se encontraba en Valladolid, el rey cedió dicho señorío a su esposa «por juro de heredat, en toda su vida», como expresa el privilegio rodado en el que se consignó y detalló la donación, que fue transcrito por la historiadora Mercedes Gaibrois Riaño de Ballesteros en el tomo III de su obra Historia del reinado de Sancho IV de Castilla:

Sepan por este nuestro privilegio los que agora son e seran daqui adelante commo nos don Sancho... por ffazer bien e onrra Ala Reyna donna Maria mi muger... Damos le la villa de Molina con su Alcázar e los castiellos de Mesa e de Çafra con los pobladores que agora y sson e sseran daqui adelante, con terminos, con montes, con fuentes, con Ríos, con pastos, con entradas e con salidas e con las rentas e con todos sus derechos e con todas sus pertenençias quantas han e deven aver, bien e complidamientre. Assi commo donna blanca las avie...

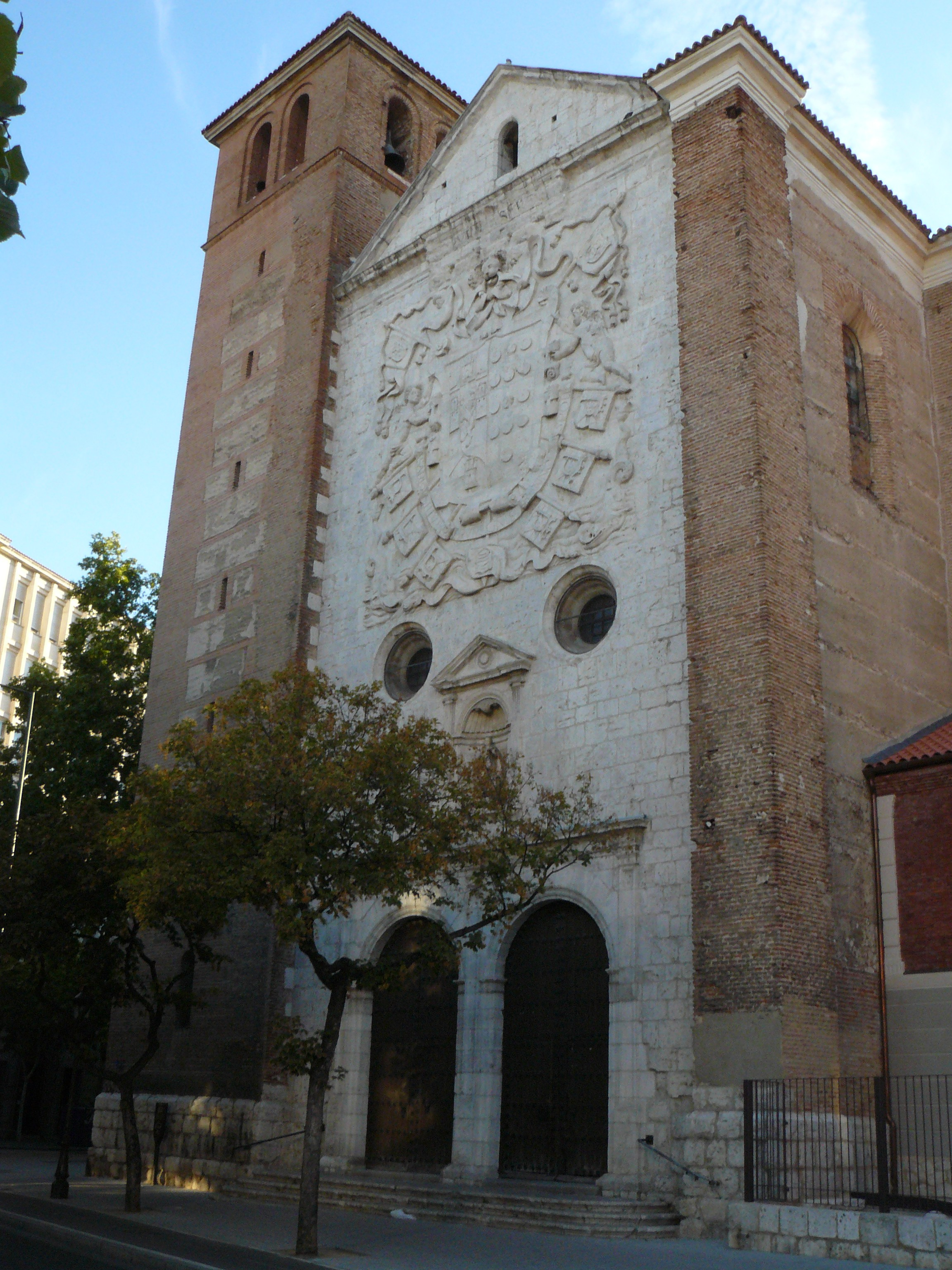
Fachada principal de la iglesia del monasterio de las Huelgas Reales de Valladolid.

La reina María de Molina pagó después de la muerte de su hermanastra 150.000 maravedís para hacer frente a algunas de las obligaciones de la difunta y, según consta en el testamento de la reina, que fue otorgado en Valladolid el 29 de junio de 1321, los 100 000 maravedís que faltaban para completar los 300 000 que Sancho IV prometió a la difunta señora de Molina fueron empleados por la reina en obras pías y en sufragios por el alma de su hermanastra.
La reina ordenó que entregaran a los criados y criadas de Blanca Alfonso de Molina que aún viviesen 10 000 maravedís, para que fueran empleados donde entendieran que serían más necesarios, y donó 50 000 maravedís por el alma de su hermanastra para las obras de la iglesia del monasterio de las Huelgas Reales de Valladolid, otros dos mil para las obras que los franciscanos realizaban en el desaparecido monasterio de San Ildefonso de Toro, y tres mil más a las monjas del monasterio de San Quirce de Valladolid, para que pudieran cercar su monasterio y acabar de cubrir el tejado del edificio. La reina donó además 2000 maravedís para vestir pobres por el alma de su hermanastra, y dispuso que lo que faltara hasta completar los 100 000 maravedís lo dieran por «su alma de doña Blanca», y ordenó que, como todas las cantidades anteriormente indicadas eran deudas, fueran pagadas junto con las suyas propias por sus albaceas.
A la muerte de María de Molina, en 1321, el señorío de Molina pasó a su nieto y heredero, Alfonso XI de Castilla, y quedó integrado definitivamente en la Corona de Castilla, satisfaciendo de ese modo las antiguas aspiraciones de los monarcas castellanos, que siempre lo habían codiciado por su estratégica posición fronteriza, aunque entre 1369 y 1375 perteneció al reino de Aragón, y de ahí procede el nombre actual de Molina de Aragón.

## Sepultura

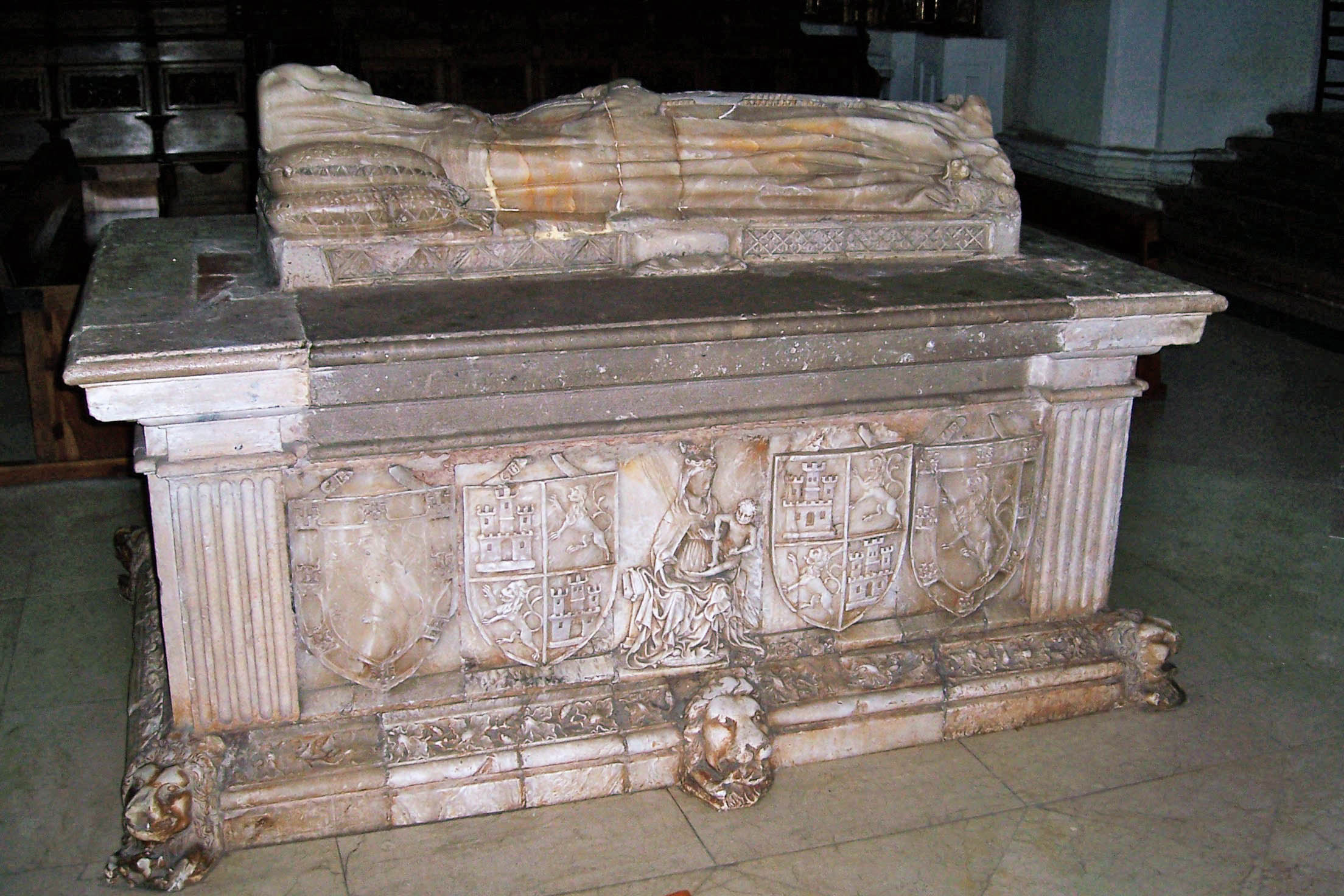
Sepulcro de la reina María de Molina, hermanastra de Blanca Alfonso de Molina. (Monasterio de las Huelgas Reales de Valladolid).

Blanca Alfonso de Molina recibió sepultura, tal y como había dispuesto en su testamento, en el monasterio de San Francisco de Molina de Aragón, en un sepulcro colocado en el centro de la iglesia del monasterio. Según los antiguos cronistas el sepulcro era de piedra y de estilo románico, de gran tamaño, y se adornaba con varios escudos de armas tallados y policromados de Blanca Alfonso de Molina, en los que aparecía un león rampante rojo sobre fondo de plata rodeado por ocho castillos, que debían ser idénticos al escudo utilizado por la reina María de Molina, y parecido al utilizado por su padre, el infante Alfonso de Molina. Según esta descripción, es posible que el sepulcro se asemejara al sepulcro de Alfonso VIII de Castilla y de Leonor de Plantagenet, que se encuentra en el monasterio de las Huelgas de Burgos.
En el siglo XIX, a consecuencia de la Desamortización de Mendizábal, el monasterio de San Francisco fue desamortizado y en la actualidad es una residencia de la tercera edad. Los restos mortales de Blanca Alfonso de Molina fueron trasladados en el siglo XIX desde el monasterio de San Francisco a la iglesia de San Gil de Molina de Aragón, donde fueron depositados en una urna situada en el lado del Evangelio del presbiterio, aunque desaparecieron durante el grave incendio que destruyó completamente el interior de la iglesia en 1915.

## Matrimonio y descendencia
Contrajo matrimonio con Alfonso Fernández el Niño, hijo ilegítimo del rey Alfonso X y de Elvira Rodríguez de Villada, y fruto de ese matrimonio nacieron dos hijas:
- Isabel Alfonso de Molina (c.1275-1292).[73] Contrajo matrimonio con Juan Núñez II de Lara, aunque falleció sin dejar descendencia, y fue sepultada en el monasterio de las Huelgas de Burgos.[73][74]
- Mafalda Alfonso de Molina, que falleció en la infancia y fue sepultada, junto a su madre, en el monasterio de San Francisco de Molina de Aragón.[18][73]